# Цібере Василь Михайлович
Василь Михайлович Цібере (також Цибере; 17 грудня 1931, с. Лалово, нині Мукачівського району — 11 листопада 2007) — український педагог та художник.

## Біографія
Народився 17 грудня 1931 року в селі Лалово (Підкарпатська Русь, Чехословаччина, нині Мукачівського району Закарпатської області, Україна) в селянській родині. Малював з дитинства. Середню освіту почав здобувати у Лалівській семирічній школі, пізніше — закінчив Мукачівську середню школу № 2. Під час навчання був редактором та художником стінгазет.
У 1958 році закінчив Ужгородський державний університет. Здобувши освіту вчителя російської мови, вчителював у семирічній школі в Лоховому, звідки в 1961 році був призваний на військову службу.
Демобілізувавшись із лав радянської армії, Василь Цібере працював вчителем семирічної школи села Лавки, середньої школи села Ракошино, завідувачем навчальної частини семирічної школи у Копинівцях, інспектором шкіл Мукачівського райвно, заввідділу культури райвиконкому, директором Верхньокоропецької семирічної школи. На останній посаді створив кабінетну систему навчання і особисто виконував художньо-оформлювальні роботи.
У 1967 році Василя Цібере було обрано заступником голови мукачівського міськвиконкому. На цій посаді він працював до 1974 року. Очолював відділи освіти, культури, медицини. Потім знову повернувся до педагогічної роботи. Працював викладачем російської мови Мукачівського педучилища, завідувачем шкільного відділу педучилища, а з 1979 року він — постійний директор мукачівської художньої школи.
На цій посаді він упорядкував у школі галерею портретів найвідоміших закарпатських митців, зокрема Йосипа Бокшая, Адальберта Ерделі, І. Грабаря та інших. В закладі було створено два музеї: музей дитячої творчості, в якому збираються найкращі роботи вихованців за всі роки, і музей Міхая Мункачі. Пізніше у школі почали також освоювати іконопис.
Помер Василь Цібере 11 листопада 2007 року.

## Творчість
Полотна художника-живописця Василя Цібере виставлялися на багатьох виставках міста, області та України.
Благотворний вплив на формування його професійного рівня в 1970–1980-ті роки мали Антон Кашшай, Василь Бурч та Михайло Сапатюк, з якими він дружив і часто виїжджав на малювання у верховинські райони Закарпаття.

## Громадська діяльність
Поряд з основною роботою директора художньої школи, якій було присвоєно ім'я Міхая Мункачі, Василь Цібере на громадських засадах також був заступником голови Закарпатського обласного об'єднання майстрів народного мистецтва та самодіяльних художників (обласної організації Спілки майстрів народного мистецтва), а також очолював мукачівський міський осередок цього об'єднання. Був заступником голови Клубу старійшин Мукачева.

## Відзнаки
За багаторічну трудову діяльність в галузі освіти Василю Цібере було присвоєно звання відмінника народної освіти, нагороджено медаллю «Ветеран праці».
2002 року Василю Цібере присвоєно звання «Почесного громадянина міста Мукачеве».